# Линеман, Карл Иванович
Карл Иванович фон Линеман (1748—1818) — вологодский губернатор. Тайный советник.

## Биография
Родился в 1748 году в селе Шолда Вологодской провинции.
Военную службу начал сержантом, служил в Якутском, Иркутском пехотных полках; был комендантом Екатеринбурга; секунд-майор с 16 октября 1773 года.
Генерал-майор с 3 февраля 1798 года; 11 января 1800 года был произведён н в генерал-лейтенанты, 7 марта этого же года был отставлен от службы «с ношением мундира».
В 1806 году с переименованием 9 марта в тайные советники был назначен Вологодским гражданским губернатором и занимал эту должность до 23 октября 1809 года. Деятельность губернатором он начал созданием в Вологде по именному указу императора Александра I Комитета для уравнения городских повинностей; 20 мая 1809 года был награждён орденом Св. Владимира 2-й степени.
Умер 11 (23) октября 1818 года. Похоронен в родном селе Шолда Вологодского уезда при Флоро-Лаврской церкви.